# Nuculana liogona
Nuculana liogona är en musselart som först beskrevs av Dall 1916.  Nuculana liogona ingår i släktet Nuculana och familjen tandmusslor. Inga underarter finns listade i Catalogue of Life.